# 穂積神社 (静岡市)
穂積神社（ほづみじんじゃ）は、静岡県静岡市葵区平山（ひらやま）にある神社。

## 概要
静岡市北部、古くからの修験道の霊場である竜爪山（りゅうそうざん）の山上に鎮座している。
創建は不詳だが、竜爪(大)権現（りゅうそう(だい)ごんげん）等として古くから地域の信仰を集めてきた。
明治3年（1870年）に現社名に改め、明治8年（1875年）に郷社に列格、昭和12年（1937年）に神饌幣帛料供進社に指定。

## 祭神
- 大己貴命
- 少彦名命